# Kalinitxénkovo
Kalinitxénkovo - Калиниченково (rus) - és un poble de l'óblast de Bélgorod, a Rússia. El 2010 tenia 266 habitants. Pertany al districte (raion) de Rovenkí.